# Colpochila rutila
Colpochila rutila är en skalbaggsart som beskrevs av Britton 1986. Colpochila rutila ingår i släktet Colpochila och familjen Melolonthidae. Inga underarter finns listade i Catalogue of Life.